# ستيفن لوبيز
ستيفن لوبيز (بالإسبانية: Steven López) (مواليد 9 نوفمبر 1978) لاعب تايكواندو أمريكي حاصل على الميدالية الذهبية في الألعاب الاولمبية الصيفية عامي 2000 و2004 والميدالية البرونزية في الألعاب الأولمبية الصيفية 2008 وحاصل على الرتبة الرابعة دان في التايكواندو.

## روابط خارجية
- ستيفن لوبيز على موقع TaekwondoData.com (الإنجليزية)
- ستيفن لوبيز على موقع TaekwondoData.com (الإنجليزية)
- ستيفن لوبيز على موقع اللجنة الأولمبية الدولية (الإنجليزية)
- ستيفن لوبيز على موقع أوليمبيديا (الإنجليزية)